# Carmen & Lola
Carmen & Lola (Originaltitel: Carmen y Lola) ist ein spanischer Liebesfilm mit dramatischen-Elementen aus dem Jahr 2018. Unter der Regie von Arantxa Echevarría spielen Zaira Romero und Rosy Rodriguez zwei junge Romnija aus Madrid, die sich gegen den Widerstand von Tradition und Gesellschaft ineinander verlieben. Der Film debütierte bei den internationalen Filmfestspielen in Cannes 2018, wo er für die Vorführung in der Reihe Quinzaine des Réalisateurs ausgewählt. Filmstart in Deutschland war der 9. Mai 2019.

## Handlung
Lola wächst gemeinsam mit ihrem Bruder Miguel in einer traditionellen Romafamilie in Spanien auf und scheint zu Anfang des Filmes ihre Rolle als Frau in diesem Rahmen zu akzeptieren. Sie sieht einer Zukunft als Mutter und Hausfrau entgegen. Die Familie plant für die jugendliche Lola eine Hochzeit aus dem nahen sozialen Umfeld. Kurz zuvor hat Lola allerdings die ein Jahr ältere Carmen kennengelernt, die andere Vorstellungen vom Leben hat, die Lehrerin werden und frei und unabhängig leben will. Lola fühlt sich schnell zu Carmen hingezogen und zwischen den beiden entsteht ein Liebesverhältnis. Dies entspricht jedoch nicht den Vorstellungen und Normen der sie umgebenden Gesellschaft.

## Rezeption
Variety urteilte, der Film bediene sich vieler Klischees rund um das Coming-out von Homosexuellen in restriktiven Kulturen. Er gewähre jedoch, insbesondere durch die lobenswerte Kameraarbeit von Pilar Sánchez Díaz, Einblicke in die Traditionen und Riten der Roma in Spanien. Auch die meist nicht professionellen Schauspieler seien ihren Rollen durchaus gerecht geworden.
Der Hollywood Reporter nennt Carmen & Lola ein „angenehmes, aber vorhersehbares queeres Erweckungsdrama“ und lobt ebenfalls die Schauspielarbeit der nicht professionellen Besetzung.

## Auszeichnungen
- 2018 Auswahlliste für den Europäischen Filmpreis[5]
- 2019 Goya Awards für die beste Nebendarstellerin und das beste Regiedebüt[6]
- 2019 CV Cine Award auf dem Palm Springs International Film Festival[7]